# Фротнак (Канзас)
Фротнак (енгл. Frontenac) град је у америчкој савезној држави Канзас.

## Демографија
По попису из 2010. године број становника је 3.437, што је 441 (14,7%) становника више него 2000. године.
| Група             | 2000.         | 2010.         |
| Белци             | 2.918 (97,4%) | 3.248 (94,5%) |
| Афроамериканци    | 6 (0,2%)      | 18 (0,5%)     |
| Азијати           | 2 (0,1%)      | 25 (0,7%)     |
| Хиспаноамериканци | 22 (0,7%)     | 72 (2,1%)     |
| Укупно            | 2.996         | 3.437         |